# Téměř nahá zvířátka
Téměř nahá zvířátka (v anglickém originále Almost Naked Animals) je kanadský animovaný televizní seriál pro děti ve věku 8–12 let. Jeho autor je Noah Z. Jones. V Česku se vysílal na Megamaxu.